# Agrotis patula
Agrotis patula är en fjärilsart som beskrevs av Walker 1856. Agrotis patula ingår i släktet Agrotis och familjen nattflyn. Inga underarter finns listade i Catalogue of Life.